# Hironobu Sakaguchi
Hironobu Sakaguchi (坂口 博信, Sakaguchi Hironobu, né le 25 novembre 1962 à Hitachi au Japon) est un créateur de jeu vidéo japonais. Il est surtout connu pour être le créateur de la célèbre franchise de jeux de rôle Final Fantasy.
Embauché à la création de Square en 1983, il en devient director of planning and development lors de l'indépendance de l'entreprise en 1986, executive vice president en 1991 puis président de Square USA, Inc. en 1995, avant de quitter l'entreprise en 2001 pour fonder le studio Mistwalker en 2004. Il imagine, produit et supervise de nombreux jeux chez Square.
En tant que concepteur, Sakaguchi établit des normes de créativité qui ont exercé une forte influence sur la conception des systèmes des jeux vidéo de rôle. Très attaché à la narration dans ses jeux, il a travaillé au développement du scénario dans les jeux Square, à tel point que l'entreprise s'est rapidement spécialisée dans le jeu vidéo de rôle à l'intrigue complexe. Grand amateur de cinéma, il développe l'utilisation de scènes cinématiques en images de synthèse dans les jeux de l'entreprise.
En 2015, il reçoit un Game Developers Choice Award pour l'ensemble de sa carrière.

## Biographie

### Jeunesse et premiers travaux

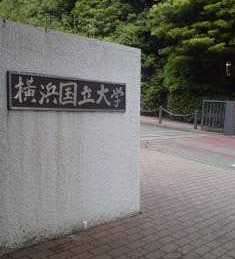
Entrée de l'Université Nationale de Yokohama.

Hironobu Sakaguchi est né à Hitachi dans la préfecture d'Ibaraki (région de Kantō) le 25 novembre 1962. Il réussit ses études secondaires au collège de Mito, puis entre à l'Université nationale de Yokohama pour y étudier l'électrotechnique. Mais il quitte ses études en cours d'année pour rejoindre Square, la nouvelle branche de la Denyūsha Electric Company créée par Masafumi Miyamoto en septembre 1983 et centrée sur les logiciels informatiques. Avec Hiromichi Tanaka qui sort de l'Université Nationale de Yokohama en même temps que lui, il fait partie de la première équipe de la section Planning and Development de Square. Il travaille à mi-temps pour Square et prend part à la réalisation des premiers jeux vidéo de l'entreprise. Il réalise les deux premiers jeux de l'entreprise : The Death Trap (en) et sa suite Will: The Death Trap II, sortis en 1984 pour les micro-ordinateurs japonais NEC PC-8801.
En septembre 1986, Square se détache de la Denyūsha Electric Company et devient une entreprise indépendante qui se concentre sur les jeux vidéo pour le nouveau marché des consoles, et en particulier la toute nouvelle Famicom de Nintendo. Sakaguchi devient alors employé à temps plein et est promu director of planning and development. Il travaille sur plusieurs jeux comme 3-D WorldRunner (mars 1987), un jeu d'action où le joueur incarne un aventurier qui doit détruire les monstres sur plusieurs planètes, inspiré de Space Harrier de Sega sur arcade, ou Rad Racer (août 1987), le premier jeu de course de la Famicom, fortement inspiré d'Out Run, lui aussi de Sega sur arcade. Mais, malgré la bonne qualité des jeux de l'entreprise, ceux-ci connaissent un succès modeste. Sakaguchi se lance alors dans un nouveau projet, un jeu de rôle nommé Final Fantasy inspiré par le premier titre du genre sur console, Dragon Quest de Chunsoft, qui a connu un joli succès en 1986. Mais son projet est peu populaire à Square et il décide d'en faire son dernier jeu vidéo. Après celui-ci, il pense quitter le jeu vidéo pour retourner à l'université, et nomme ainsi le jeu en référence à sa situation précaire.

### Création deFinal Fantasyet succès chez Square
S'éloignant de ses projets précédents, Sakaguchi imagine un jeu avec un vaste monde à découvrir et un scénario développé qui tient en haleine pendant de nombreuses heures. Grâce à sa persévérance et au bon accueil du magazine japonais Famitsu, le produit bénéficie d'une importante distribution et se vend à 400.000 exemplaires. Le jeu est même distribué aux États-Unis dans une version traduite en anglais. Avec ce succès, Sakaguchi réalise rapidement une suite et un an plus tard, en décembre 1988, sort Final Fantasy II sur Famicom. Le jeu connait une fois de plus le succès et Sakaguchi continue avec Final Fantasy III qui sort en 1990.
À partir de Final Fantasy IV en 1991, Sakaguchi tient aussi la place de producteur sur sa série fétiche. Ce passage sur la console 16-bits Super Famicom s'accompagne d'une localisation du jeu en Amérique du Nord dans une version modifiée. Avec le gros succès de Final Fantasy IV qui atteint les 1,5 million d'unités vendus au Japon, Sakaguchi est promu executive vice president à Square en 1991. Après Final Fantasy V qui sort en décembre 1992, Sakaguchi laisse sa place de réalisateur à Yoshinori Kitase, déjà scénariste sur l'épisode V, et reste simplement producteur sur Final Fantasy VI (1994). À partir de 1994-1995, Sakaguchi travaille en tant que superviseur et producteur sur plusieurs jeux de Square (principalement des RPGs) : il supervise Chrono Trigger (1995), Front Mission (1995), Super Mario RPG: Legend of the Seven Stars (1996, en association avec Nintendo) et Bahamut Lagoon (1996). En 1995, il devient président de Square USA, la branche américaine de l'entreprise et travaille alors beaucoup à l'exportation des jeux Square aux États-Unis.

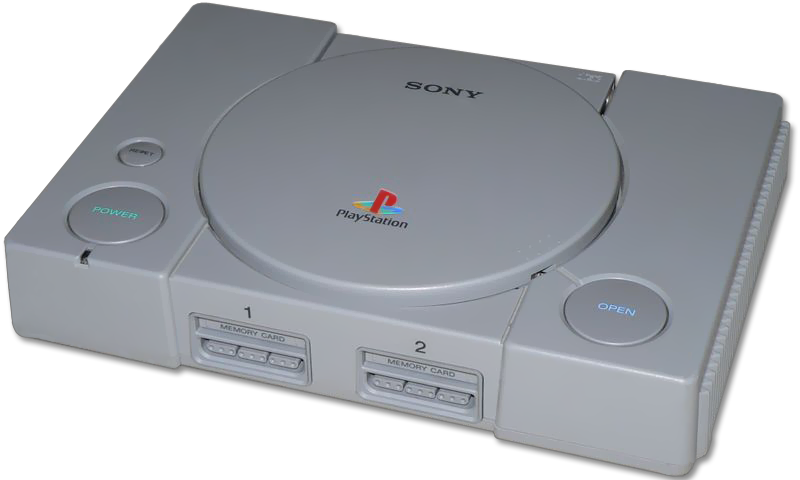
Sakaguchi insiste pour que Final Fantasy passe sur PlayStation pour pouvoir bénéficier d'un support de stockage de grande capacité.

Avec l'arrivée de la cinquième génération de consoles, Square décide de quitter Nintendo et de s'allier à Sony et sa PlayStation. Pour le passage en 3D de Final Fantasy, Sakaguchi tient la place de producteur et investit beaucoup pour permettre à Square de proposer un graphisme très détaillé pour l'époque. Il fait aussi ouvrir un studio à Hawaï entièrement consacré à l'infographie destiné à réaliser des scènes cinématiques en images de synthèse pour les jeux. Final Fantasy VII sort en janvier 1997 au Japon, mais aussi en Amérique du Nord, puis pour la première fois en Europe et rencontre un succès colossal. Avec un total de 9,8 millions d'unités écoulées, il devient la deuxième meilleure vente dans l'histoire de la PlayStation. Laissant une fois de plus la direction à Yoshinori Kitase, il rédige tout de même le scénario original. En 1996-1997, il travaille sur de nouveaux concepts de jeux pour la PlayStation. Il tient la place de producteur sur Final Fantasy Tactics qui constitue la première conversion de la licence en tactical RPG. Le jeu est réalisé par Yasumi Matsuno et reprend l'apparence et le système de jobs introduit dans les premiers Final Fantasy. Il imagine et produit le jeu Parasite Eve, inspiré d'un roman japonais. La réalisation du produit est confiée à son ami et collègue de longue date Takashi Tokita. À partir de 1998-1999, Sakaguchi est de plus en plus impliqué dans la production des jeux et dans la partie financière de Square et travaille de moins en moins à la création elle-même. Il tient le rôle de producteur délégué sur plusieurs projets de Square comme Xenogears (1998) de Tetsuya Takahashi ou Chrono Cross (1999) de Masato Kato.

### Essai cinématographique et derniers travaux chez Square
À la fin des années 1990, il ne tient qu'un rôle très secondaire dans la création de Final Fantasy VIII (1999). Il est uniquement producteur délégué, toute la création est assurée une fois de plus par Kitase et son équipe. En revanche il imagine l'idée originale pour Final Fantasy IX (2000) et en confie la réalisation à une autre équipe dirigé par Hiroyuki Itō, le studio de Kitase travaillant encore sur l'épisode précédent. Sakaguchi prend en charge la production du jeu et supervise le développement. Il veut faire de ce dernier opus sur PlayStation un hommage aux anciens épisodes en proposant le retour aux univers heroic fantasy, en réaction aux épisodes VII et VIII, et à l'apparence "classique" des personnages (super deformed, costume des mages noirs etc.). Il cherche aussi, avec plus d'acuité que dans les épisodes précédents, à faire passer une réflexion au cours du jeu. Il s'attache cette fois-ci à traiter de la mort et du sens de la vie. Il est très satisfait de la direction que prend le projet, commentant: « il s'agit de l'épisode le plus proche de la vision que je me fais de ce que devrait être Final Fantasy. » À cette époque il travaille aussi en tant que producteur délégué sur plusieurs projets comme Vagrant Story (2000), Final Fantasy X (2001) ou Driving Emotion Type-S (2001) pour lequel il imagine le concept original.
En parallèle avec son travail sur les jeux vidéo, il œuvre aussi sur un nouveau projet ambitieux. Il veut donner à sa licence fétiche une nouvelle envergure : un passage au cinéma. Avec sa place de président de Square USA et ses travaux d'investissements dans l'infographie et les scènes cinématiques des jeux Square, il réussit à monter un projet de film en collaboration avec Columbia Pictures. Il coréalise donc Final Fantasy : Les Créatures de l'esprit et une fois de plus s'attache à essayer de faire passer l'émotion via des images créés par ordinateur. Le film est entièrement réalisé en images de synthèse et les créateurs cherchent à obtenir un rendu photoréaliste. En raison de cette technique très innovante et de plusieurs retards, le projet finit par coûter près de 167 millions de dollars, soit l'un des plus gros budget de l'industrie cinématographique cette année-là. Sakaguchi reprend et développe certaines composantes d'un univers de fantasy qu'il avait introduites dans les jeux Final Fantasy comme la relation entre les âmes des êtres vivants et le fonctionnement de la planète (une sorte de version poétique des théories Gaïa). À la sortie du film en 2001, les critiques sont partagées, mais avec 94 millions de dollars de pertes, c'est l'un des plus gros échecs commerciaux de l'histoire du cinéma.
Cet échec fait perdre beaucoup d'argent à Square, et touche beaucoup Sakaguchi, qui décide de quitter ses fonctions dans l'entreprise. En 2002-2003, il travaille seulement en indépendant pour Square. Il est producteur délégué sur Kingdom Hearts en 2002 ainsi que Final Fantasy X-2 et Final Fantasy Tactics Advance en 2003.

### De nouveaux projets avec Mistwalker

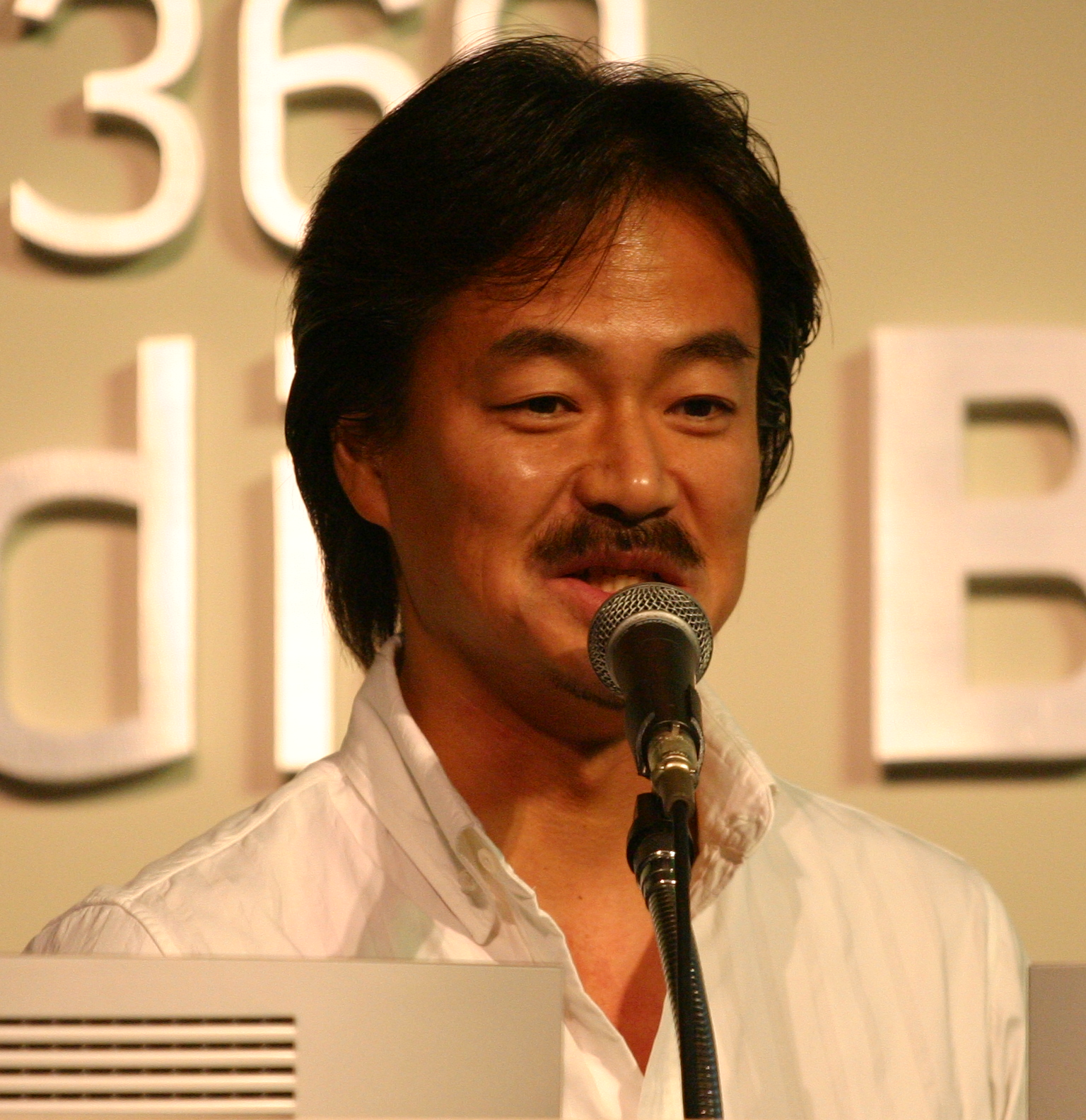
Hironobu Sakaguchi lors d'une présentation de Blue Dragon en 2006.

De 2002 à 2004, Sakaguchi fait donc une pause dans son travail et quitte presque entièrement la conception des jeux vidéo. Il prend le temps de réfléchir, il lit des livres et regarde des films pour trouver de nouvelles idées. Pourtant fin 2004, il est avide de se lancer dans de nouveaux projets et fonde Mistwalker, un studio principalement formé pour créer l'ensemble de la pré-production d'un jeu. Il réussit à rassembler autour de Mistwalker plusieurs créateurs de chez Square comme son ami le compositeur vedette de la série Final Fantasy, Nobuo Uematsu. Yoshihiro Maruyama (à la tête de Xbox Japon) lui propose de travailler sur de nouveaux jeux de rôle pour la Xbox 360, et en février 2005, Microsoft annonce que Mistwalker et Sakaguchi travaillent sur deux RPGs pour la Xbox 360 avec l'aide financière de Microsoft Game Studios. Il s'agit d'une annonce stratégique pour Microsoft, qui compte sur les jeux et le nom de Sakaguchi (et de ses collaborateurs) pour soutenir les ventes de sa console de salon, encore peu répandue au Japon, avec un genre très prisé dans l'archipel.
Sakaguchi imagine, scénarise et produit Blue Dragon en 2006 puis Lost Odyssey en 2007. Il travaille avec des mangakas très populaires pour ces deux projets. Akira Toriyama crée les personnages de Blue Dragon, tandis que Takehiko Inoue dirige le graphisme de Lost Odyssey. Sakaguchi s'essaye à de nouveaux travaux en rédigeant les paroles des chansons de ces deux jeux, sur les musiques d'Uematsu. En 2007-2008 il produit avec Mistwalker trois jeux pour la console portable Nintendo DS : ASH: Archaic Sealed Heat (2007) qu'il réalise lui-même, Away Shuffle Dungeon (2008) et Blue Dragon Plus (2008). Son troisième projet sur Xbox 360, un action-RPG dénommé Cry On, est annulé en décembre 2008.
Il collabore une nouvelle fois avec Nintendo et tente de proposer un RPG ambitieux pour la console Wii avec The Last Story, qui sort en 2011 au Japon, en 2012 en Europe, et en 2013 en Amérique du Nord.
C'est lors d'une conférence à la Japan Expo 2014 que Sakaguchi annonce son dernier projet, prévu pour smartphone et intitulé Terra Battle, un RPG regorgeant d'un grand nombre de personnages, dont Kimihiko Fujisaka est le character designer. Hironobu Sakaguchi précise aussi qu'il s'agira d'un free to play, et que la bande originale sera signée Nobuo Uematsu. L'univers de Terra Battle, de type science-fiction, se déroulera dans l'espace, et sera le terrain de projets futurs (un volet console a été évoqué), à la manière de Fabula Nova Crystallis.

## Retour chez Square-Enix
En juillet 2024, Sakaguchi a expliqué qu'il n'était pas intéressé à revenir sur la franchise Final Fantasy, préférant se concentrer sur de nouveaux projets. Il a déclaré : « Je préfère regarder vers l'avenir plutôt que de revisiter le passé. » De plus, il a aussi annoncé qu'il se réunirait avec Square Enix pour un nouveau projet. Il n'a pas fourni de détails spécifiques sur ce projet, mais a exprimé son enthousiasme pour cette nouvelle collaboration.

## Reconnaissance
Le 5 avril 2000, Hironobu Sakaguchi devient après Shigeru Miyamoto et Sid Meier, le troisième créateur de jeu vidéo à être honoré au Academy of Interactive Arts and Sciences' Hall of Fame américain.
En 2010, le personnage d'Eraqus (anagramme de Square) du jeu vidéo Kingdom Hearts: Birth by Sleep, est modélisé sur le physique de Hironobu Sakaguchi.

## Travaux
- 1984 : The Death Trap (en), créateur
- 1985 : Will: The Death Trap II (en), créateur
- 1986 : Cruise Chaser Blassty (en)
- 1986 : King's Knight (en)
- 1987 : Rad Racer, concept
- 1987 : 3-D Worldrunner, concept
- 1987 : Final Fantasy, réalisateur, idée originale[7]
- 1987 : Nakayama Miho no Tokimeki High School (en)
- 1987 : JJ, concept
- 1988 : Final Fantasy II, réalisateur, idée originale[8]
- 1990 : Final Fantasy III, réalisateur, idée originale[9]
- 1991 : Final Fantasy IV, réalisateur, idée originale[10]
- 1992 : Final Fantasy V, réalisateur, idée originale[11]
- 1993 : Romancing SaGa 2, producteur
- 1994 : Final Fantasy VI, producteur, idée originale[12]
- 1995 : Chrono Trigger, superviseur[13]
- 1995 : Romancing SaGa 3
- 1995 : Front Mission, superviseur[14]
- 1996 : Tobal n°1, superviseur[15]
- 1996 : Treasure Hunter G, producteur général[16]
- 1996 : Super Mario RPG: Legend of the Seven Stars, superviseur de la production[17]
- 1996 : Bahamut Lagoon, superviseur[18]
- 1997 : Final Fantasy VII, producteur, idée originale[19]
- 1997 : Tobal 2, superviseur[20]
- 1997 : Final Fantasy Tactics, producteur[21]
- 1997 : Einhänder (en), superviseur[22]
- 1998 : Final Fantasy IV (remake PlayStation sorti dans différentes compilations), producteur délégué
- 1997 : Bushido Blade, producteur délégué[23]
- 1998 : Xenogears, producteur délégué[24]
- 1998 : Final Fantasy V (remake PlayStation sorti dans différentes compilations), producteur délégué
- 1998 : Parasite Eve, producteur[25]
- 1998 : Ehrgeiz, superviseur[26]
- 1998 : Bushido Blade 2, producteur délégué[27]
- 1998 : Chocobo's Dungeon 2, producteur[28]
- 1998 : Brave Fencer Musashi, producteur délégué[29]
- 1998 : Chrono Trigger (remake PlayStation sorti dans différentes compilations), producteur délégué
- 1999 : SaGa Frontier 2, producteur délégué[30]
- 1999 : Parasite Eve II, producteur délégué[31]
- 1999 : Front Mission 3, producteur délégué[32]
- 1999 : Final Fantasy VIII, producteur délégué[33]
- 1999 : Legend of Mana, producteur délégué[34]
- 1999 : Chrono Cross, producteur délégué[35]
- 1999 : Chocobo Racing, producteur délégué[36]
- 2000 : Vagrant Story, producteur délégué[37]
- 2000 : Final Fantasy IX, producteur, idée originale[38]
- 2000 : The Bouncer, producteur délégué[39]
- 2001 : Final Fantasy X, producteur délégué[40]
- 2001 : Driving Emotion Type-S, producteur délégué, idée originale[41]
- 2002 : Kingdom Hearts, producteur délégué[42]
- 2002 : Final Fantasy XI, producteur délégué[43]
- 2003 : Final Fantasy X-2, producteur délégué[44]
- 2003 : Final Fantasy Tactics Advance, producteur délégué[45]
- 2006 : Blue Dragon, scénariste, idée originale, paroles des chansons[46]
- 2007 : ASH: Archaic Sealed Heat, producteur, scénariste
- 2008 : Lost Odyssey, scénariste, idée originale, paroles des chansons[47]
- 2008 : Blue Dragon Plus, producteur
- 2008 : Away Shuffle Dungeon, producteur, scénariste
- 2009 : Blue Dragon: Awakened Shadow, producteur
- 2011 : The Last Story, directeur, designer, scénariste
- 2012 : Party Wave, directeur
- 2014 : Terra Battle
- 2017 : Terra Battle 2
- 2021 : Fantasian, créateur